# Navia fontoides
Navia fontoides är en gräsväxtart som beskrevs av Lyman Bradford Smith. Navia fontoides ingår i släktet Navia och familjen Bromeliaceae.
Artens utbredningsområde är Colombia. Inga underarter finns listade i Catalogue of Life.